# イグナーツ・モシェレス
イグナーツ・モシェレス（Ignaz Moscheles ドイツ語: [ˈmɔʃələs],  1794年5月23日 - 1870年3月10日）は、チェコ出身の作曲家およびピアニスト。

## 生涯

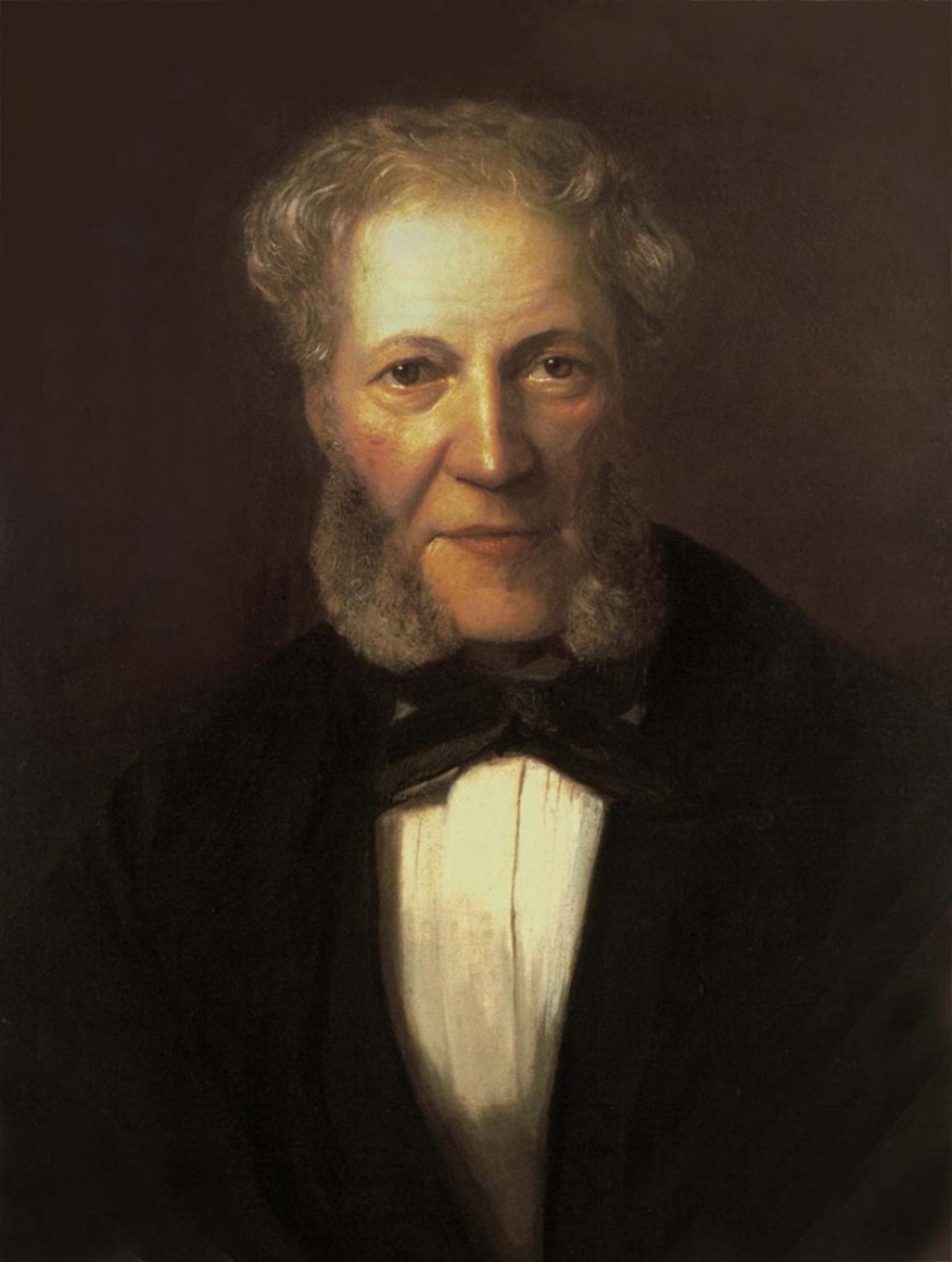
息子フェリックス・モシェレスによる肖像画（1860年頃）

モシェレスの生涯に関しては、彼の死後に妻のシャルロッテによって編纂、出版された本人の日記から窺い知ることができる。そこには彼の生きた時代と音楽的土壌に関する、生き生きとした記述がみられるが、この日記は絶版となって久しい。もう一つの重要な文献は、モシェレスとフェリックス・メンデルスゾーンの間で交わされた書簡であり、リーズ大学のブラザートン・コレクション (The Brotherton Collection) に保管されていたものが、1888年になってイグナーツの息子でメンデルスゾーンの名づけ子であるフェリックス・モシェレスによって出版されている。

### 誕生からウィーン時代
プラハで、裕福なユダヤ系の商人の息子として生まれた。元々の名前はイサーク (Isaac) であった。家庭ではドイツ語を使用していた。父親はギターの演奏ができ、息子の誰かを音楽家に育てあげたいと熱望していた。そこで、父親は最初にイグナーツの姉妹にその希望を託そうとしたが、彼女がレッスンを嫌がったためイグナーツが代わりにピアノを習うことになった。イグナーツがすぐさまルートヴィヒ・ヴァン・ベートーヴェンの革新的なピアノ音楽への情熱に目覚めてしまったため、プラハ音楽院で彼の指導に携わっていたモーツァルト派のベドルジフ・ディヴィシュ・ヴェベルは、彼を押しとどめてヨハン・ゼバスティアン・バッハやヴォルフガング・アマデウス・モーツァルト、ムツィオ・クレメンティに集中させるようにした。彼は14歳で自作の協奏曲の公演を行っている。
父親を早くに亡くした後、モシェレスは1808年にウィーンに移り住んだが、その時すでに彼の音楽的才能はヨハン・ゲオルク・アルブレヒツベルガーに対位法を、アントニオ・サリエリに作曲を習うに値するものであった。この頃、彼はイサークからイグナーツに改名している。彼は1814年から1815年にかけ、ウィーンにおいて牽引役となるヴィルトゥオーゾであった。この頃に書かれたのが、技巧曲であるピアノとオーケストラのための「アレクサンダー変奏曲」作品32であり、後に彼はこの曲をヨーロッパ中で演奏して回っている。ウィーンにおいて彼はジャコモ・マイヤベーアと親交を結び（この時はまだ作曲家としてではなく、ピアノのヴィルトゥオーゾとしてであった）、二人の即興による協演は大絶賛を浴びた。また、モシェレスはヨハン・ネポムク・フンメルやフリードリヒ・カルクブレンナーとも親しかった。1820年代のヴィルトゥオーゾの中でも、フンメル、カルクブレンナー、ヨハン・バプティスト・クラーマー、アンリ・エルツ、そしてカール・マリア・フォン・ウェーバーはモシェレスの最も有名なライバルだった。
ウィーン時代に、モシェレスは憧れの存在であったベートーヴェンに会うことができた。若いモシェレスの才能にいたく感激したベートーヴェンは、Artariaから出版されることになっていた自作のオペラ『フィデリオ』のピアノ譜に関して、モシェレスに一任することにした。モシェレスはこの曲の草稿の最後に "Fine mit gottes Hülfe"（神の助けを得て終わる）という文句を書き足した。これはベートーヴェンの与り知らぬものであったが、彼はモシェレスの改変を評価し、さらに "O Mensch, hilf dir selber"（おお人よ、汝自身を助けよ）と付け加えた。モシェレスとベートーヴェンとの間の良好な関係は、ベートーヴェンの死に至るまで互いにとって重要なものであった。

### 宗教観
モシェレスは1814年 - 1815年のウィーンにおいて、ユダヤの教えを実践していた。妻シャルロッテが記したところによると、彼はウィーン在住中もユダヤ集会の会員であり、ウィーンのユダヤ人社会のために平和を祝うオラトリオを作曲した。ユダヤに出自を持つ多くの他の音楽家同様、彼は生涯を通じてユダヤ人の音楽家（例えばメンデルスゾーン、アントン・ルビンシュタイン、ヨーゼフ・ヨアヒム、フェルディナント・ヒラーなどがいる）サークルに顔を出し、ユダヤ人のパトロン（ウィーンのエスケレス家、パリのレオ家、イングランドのロスチャイルド家など）と懇意にした。彼は1825年にフランクフルト・アム・マインのシナゴーグで、ユダヤ人の銀行家の娘でハインリヒ・ハイネの従姉妹にあたるシャルロッテ・エムデンと結婚した。モシェレスはピアニスト、そして作曲家として精力的にヨーロッパを回っていたが、ついに1825年 - 1846年にかけてロンドンに定住することを選び、そこで1832年にフィルハーモニー協会の共同監督となった。イングランドへの移住後、キリスト教会の一員となることが少なくとも実務面で便利であると知ったため、生まれた子どもたちには出生時に洗礼を受けさせ、自らと妻シャルロッテも1832年に洗礼を受けた。ただしその後も決して自らのユダヤの出自を否定することはなく、またユダヤ教への忠誠を保ち続けていたプラハの親戚たちに、家族を伴って頻繁に会いに行っていた。

### メンデルスゾーンとの出会いとロンドン時代
ウィーンでの在住期間の後、モシェレスは一連のヨーロッパ演奏旅行を行った。これは、カールスバートでの演奏を聴いたロベルト・シューマンがヴィルトゥオーゾピアニストへの道を断念したほどのセンセーションを巻き起こした。その過程で、モシェレスはロンドンにおいて特に温かい歓迎を受け、1822年にはその地で彼はロンドン音楽アカデミー（後のロイヤルアカデミー）の栄誉ある会員に認められる。その年の終わりに彼は日記に「イングランドにますます強い愛着を覚えるようになってきている」と書き記している。モシェレスはヨーロッパ中のほとんどの大都市を行きつくしていたが、1822年に初めてロンドンを訪れた際に、クレメンティやクラーマーと堅い友情の絆を結んだ。モシェレスはまた、クレメンティの弟子でもあった。
しかしながら、モシェレスは1824年にアブラハム・メンデルスゾーンより、彼の子どもであるフェリックスとファニーにレッスンをして欲しいと請われ、その頼みを承諾してベルリンに向かった。彼らに出会った際のモシェレスのコメントは以下のようであった。
見たこともないような家庭だ。15歳になるフェリックスはまさに神童である。これほどまでの才能があろうとは……もはや既に一人の成熟した芸術家といっても過言ではない。彼の姉のファニーもまた、非凡な才能に恵まれている。
その2週間後には、彼は次のように記している。
今日の午後、私はフェリックスに初めてのレッスンを行ったのだが……自分の隣に座る彼が、生徒ではなく一芸術家であるという事実に、しばらく呆然としてしまった。
こうして始まった極めて親密な付き合いは、メンデルスゾーンが1847年に没するまで続いた。メンデルスゾーンが1829年に初めてロンドンを訪問するきっかけとなったのもモシェレスであった。メンデルスゾーンがフェリックスの現地での世話をモシェレスに頼んでおり、モシェレスも抜かりなく準備を整えた。ロンドンにおいて、モシェレスは並みの有名演奏家やロスチャイルド家の夜会の音楽監督などではなく、ジョージ・スマートとロイヤル・フィルハーモニック協会のかけがえのない助言者となっていた。そこで彼は、演奏旅行中に出会った欧州の才能ある音楽家たちを彼らに推薦していた。1825年にスマート自身が、協会にふさわしい新しい音楽と音楽家を求めてヨーロッパを巡った折には、モシェレスは連絡先と推薦状を一覧にして彼に渡しており、その中にはベートーヴェンやメンデルスゾーンも含まれていた。プラハではモシェレスの兄弟がスマートの案内役となった。スマートはベルリンを訪れた際に、メンデルスゾーン家のフェリックスとファニーに感銘を受けており、これがついにはメンデルスゾーンが招待され協会で指揮をする1829年の訪英に繋がる。
1827年、モシェレスはフィルハーモニー協会とベートーヴェンとを結ぶ活動をしていた。彼は病に伏せ衰弱してゆくベートーヴェンに緊急の資金援助を行うため、協会に談判する中に加わった。その見返りとして、ベートーヴェンは交響曲第10番を協会のために作曲する旨提案したが、それはついに叶わなかった。
メンデルスゾーンが1829年からその死に至るまでイギリスで大いに成功を勝ち得たことには、友人であるモシェレスが大きく影響している。モシェレスは当時、音楽教師としてひっぱりだこであり、その生徒の中には富裕層や貴族の子女が数多く含まれていた。彼はまた「アルバート王子のピアニスト」となり、これは割のいい仕事であると同時に彼の社会的地位を決定付けるものだった。
モシェレスはベートーヴェンの音楽を生涯にわたって人々に紹介し続け、そのためにベートーヴェンの楽曲による多くの演奏会を開いた。1832年にはベートーヴェンの『ミサ・ソレムニス』のロンドン初演を指揮し、またA.F. シンドラー著のベートーヴェンの伝記を英訳するなどした。彼はピアノリサイタル（ピアノ曲のみで行われる演奏会）を最初期に行った人物でもある（誰が最初に行ったかということに関しては、フランツ・リストとモシェレスの間で諸説がある）。ハープシコードを、ソロリサイタル用の楽器として再び取り入れたのもモシェレスである。また彼はロンドンを含む各地でしばしばメンデルスゾーンと共演しており、バッハの複数の鍵盤楽器による協奏曲を好んで演奏した。そのような演奏会において、モシェレスとメンデルスゾーンはカデンツァの即興演奏の妙を競い合っており、そのことがまた喝采を浴びていた。三つのハープシコードのための協奏曲は、ある時はジギスモント・タールベルクを、またある時はクララ・シューマンを第三奏者に迎えて行われた。モシェレスは指揮者として登場することもしばしばあったが、それは主にベートーヴェンの楽曲の場合であった。
さらに、モシェレスは1833年にウェーバーの『プレチオーザ』による《協奏的大二重奏曲》作品87b（二台ピアノ、もしくは二台ピアノと管弦楽のための）をメンデルスゾーンと共作し、同年5月1日にロンドンで初演している。

### ライプツィヒ時代
モシェレスはこの期間を通じて作曲と演奏旅行を続けていたが、収入面では音楽教師の仕事に大きく依存しており、これが彼にとってかなりのストレスとなった。そのため、1843年にライプツィヒ音楽院を設立したメンデルスゾーンは、友人である彼をそこでの講師として熱心に勧誘し、演奏活動と作曲に十分な時間の確保を約束した。モシェレスは喜んでこの申し出を引き受け、1847年のメンデルスゾーンの死後は音楽院の長となっている。
音楽院は事実上、メンデルスゾーンの音楽遺産を祭るための遺跡となっていた。1859年から1863年にかけてライプツィヒ音楽院でモシェレスから学んだ、批評家でピアニストのエドワード・ダンロイターは後にこう記している。
[…]噂によれば、お偉いさんが二人で音楽院のピアノ室にこもって、自分たちだけでメンデルスゾーンのニ短調協奏曲をさらうのを常としていて、しかもそれが日曜の夜12時半から夜明けまで続くそうだ！もうきっと、惰性でやってるんだろう。
そういう具合だったので、リヒャルト・ワーグナーがメンデルスゾーン（とマイヤベーア）を悪名高い彼の著作 Das Judenthum in der Musik（音楽におけるユダヤ性）の中で口汚く攻撃した際、モシェレスは反撃の旗手となった。彼はワーグナーの著作の編集者であるブレンデルに対し音楽院の評議員の職を辞すように要求した。モシェレスはメンデルスゾーンと同じく、バッハからベートーヴェンの時代で音楽は黄金期に達してしまったと信じていたため、ワーグナーやリスト、エクトル・ベルリオーズが示そうとしていた新たな音楽の方向性には懐疑的であった（ただし、必ずしも敵対的であったわけではない）。にもかかわらず、彼の誠意ある個人的な関係は、これら全ての人びと（ワーグナーは入っていなかっただろうが）との間でも変わることはなかった。イギリスにおけるメンデルスゾーンの面影といえば、ライプツィヒ音楽院がイギリス人音楽家の間から高い評価を受けていたことと、またモシェレスの時代に音楽院で学んだ学生の中にアーサー・サリヴァンとチャールズ・ヴィリアーズ・スタンフォードがいたことであった。
モシェレスは最後にライプツィヒ・ゲヴァントハウス管弦楽団のリハーサルに立ち会って9日後、1870年3月10日にライプツィヒで没した。
モシェレスの弟子にはフェリックス・メンデルスゾーン、ズデニェク・フィビフ、タールベルクらがいる。

## 音楽
モシェレスの作品は作品番号で142を数え、中にはまとまった数の交響的作品がある。それらは序曲や交響曲ではなく、すべてがピアノと管弦楽のために書かれたものである。8つのピアノ協奏曲（そのうち最後の作品は断片の形で見られるのみであり、オーケストラ譜は現存していない）と、民謡に基づく変奏曲や幻想曲が数曲である。ピアノ協奏曲第4番の終楽章の主要主題は「ブリティッシュ・グレナディアーズ」から採られている。
この10年ほどで、モシェレスやその同時代の作曲家たちに再び脚光が当たり始めており、特に小規模の独立レーベルによる録音によって、多くのモシェレス作品がCDの形で手に入るようになってきている。ピアノ協奏曲とピアノと管弦楽のための幻想曲の全集は、ハワード・シェリーの弾き振り、タスマニア交響楽団の演奏のものがハイペリオン・レコードより発売されている。同レーベルからはピアーズ・レーン演奏のピアノ練習曲全集もリリースされている。イアン・ホブソンもまた、最初の6曲の変奏曲を録音しており、その中にはシェリーが録音しなかった2曲も含まれている。

## メトードのメトード
1839年にフランソワ＝ジョゼフ・フェティスとともに、親しい作曲家に練習曲の作曲を依頼し、ピアノ教本『メトードのメトード』(Methode des methodes) にまとめた。モシェレス自作の2曲のほか、現在でも有名な作曲家の作品としては以下のものがある。
- フェリックス・メンデルスゾーン：練習曲 ヘ短調, 1836年
- フレデリック・ショパン：3つの新練習曲 KK.IIb-3, 1839年
- フランツ・リスト：サロン用作品～仕上げの練習曲 S142, 1840年（「怒りを込めて〜仕上げの大練習曲」S143, 1852年の初版）

この他に以下の作曲家による作品が含まれる。
- ジュリアス・ベネディクト（1曲）
- テオドール・デーラー（2曲）
- ステファン・ヘラー（1曲）
- アドルフ・フォン・ヘンゼルト（1曲）
- アメデ・メロー（Amédée Méreaux, 1曲）
- ヤーコプ・ローゼンハイン（1曲）
- ジギスモント・タールベルク（2曲）
- エドゥアール・ヴォルフ（Edouard Wolff, 2曲）

## 主要作品
現在では「24の練習曲」作品70が実用的な練習曲として広まっている。

### 協奏曲
- ピアノ協奏曲 第1番 ヘ長調 Op.45
- ピアノ協奏曲 第2番 変ホ長調 Op.56
- ピアノ協奏曲 第3番 ト短調 Op.58
- ピアノ協奏曲 第4番 ホ長調 Op.64
- ピアノ協奏曲 第5番 ハ長調 Op.87
- ピアノ協奏曲 第6番 変ロ長調 "Fantastique" Op.90
- ピアノ協奏曲 第7番 ハ短調 "Pathetique" Op.93
- アイルランドの思い出 Op.69

### ピアノ曲
- 3つのアレグロ・ディ・ブラヴーラ Op.51
  - 第1番 ラ・フォルツァ（力強さ）
  - 第2番 ラ・レジェレッツァ（軽快）
  - 第3番 イル・カプリッチョ（奇想曲）
- 24の練習曲 Op.70
- 12の性格的練習曲 Op.95
  - 第1番 怒り
  - 第2番 和解
  - 第3番 矛盾
  - 第4番 ジューノー
  - 第5番 おとぎ話
  - 第6番 バッカナール
  - 第7番 愛情
  - 第8番 謝肉祭の場面
  - 第9番 海辺にかかる月の光
  - 第10番 テルプシコラ
  - 第11番 夢
  - 第12番 恐怖